# Lány u Dašic
Pour les articles homonymes, voir Lány et Dašić.
Lány u Dašic (en allemand : Lahn bei Daschitz) est une commune du district et de la région de Pardubice, en République tchèque. Sa population s'élevait à 171 habitants en 2024.

## Géographie
Lány u Dašic se trouve à 8 km à l'est-nord-est de Pardubice, à 20 km au sud-sud-est de Hradec Králové et à 104 km à l'est de Prague.
La commune est limitée par Sezemice à l'ouest et au nord, et par Dašice à l'est et au sud.

## Histoire
La première mention écrite du village date de 1452.

## Galerie

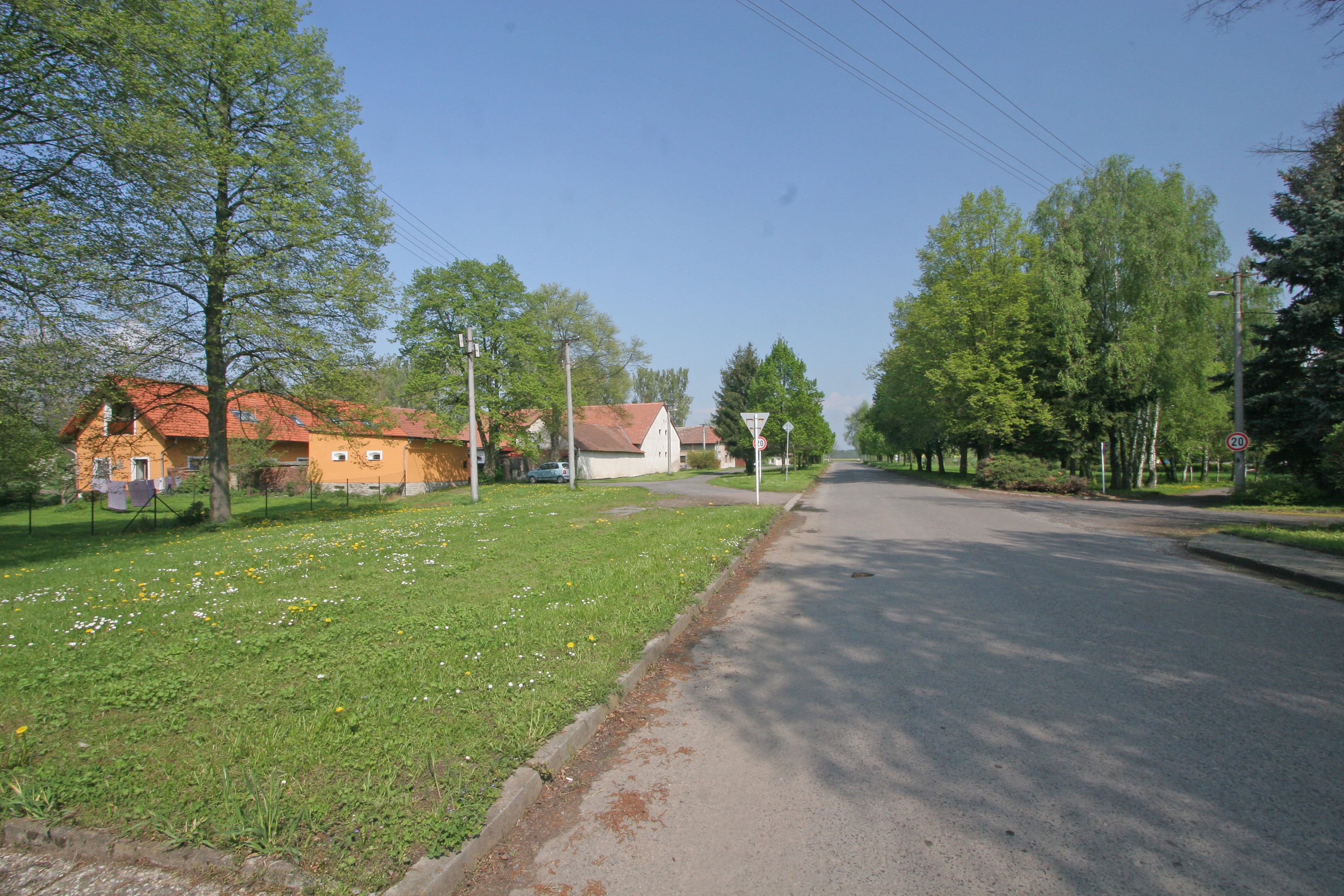
Une rue de Lány u Dašic.
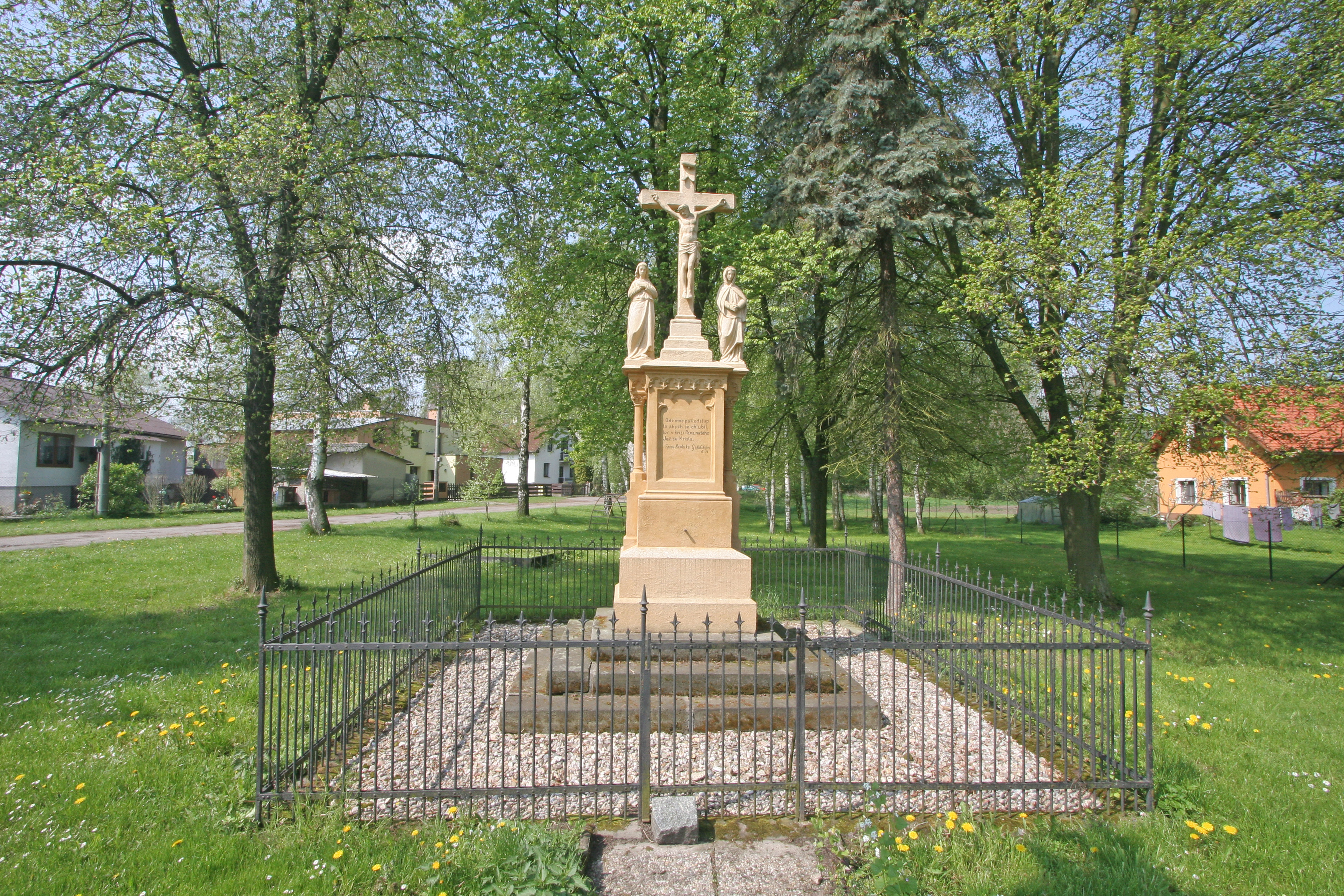
Lány u Dašic : croix.

## Transports
Par la route, Lány u Dašic se trouve à 9 km de Pardubice et à 128 km de Prague. 